# Marianne Stenius
Inger Marianne Stenius, född 1 januari 1951 i Helsingfors, är en finlandssvensk nationalekonom. Hon är dotter till Asser Stenbäck. 
Stenius var verksam vid Helsingfors universitet från 1974 och blev politices doktor där 1986. Hon blev professor i finansiering och investering vid Svenska handelshögskolan i Helsingfors 1990 och var rektor för nämnda läroanstalt 1993–2010. Hon var huvudredaktör för Ekonomiska samfundets tidskrift 1992–1995 och har bland annat skrivit Disequilibrium econometrics for the Finnish bond market (1986). Hon har innehaft ett stort antal förtroendeposter inom kultur och näringsliv.